# St. Florian (Wald)

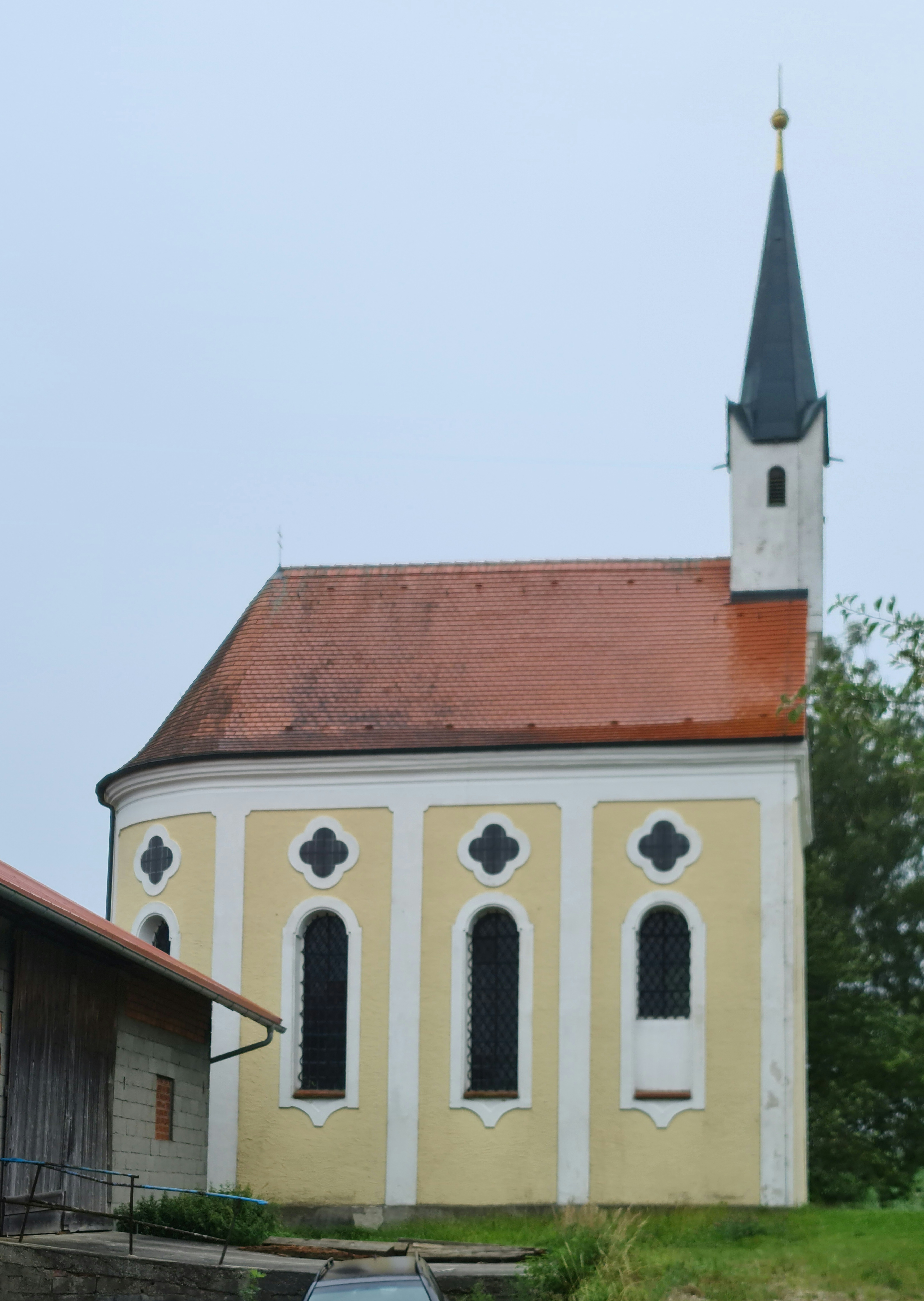
St. Florian in Wald

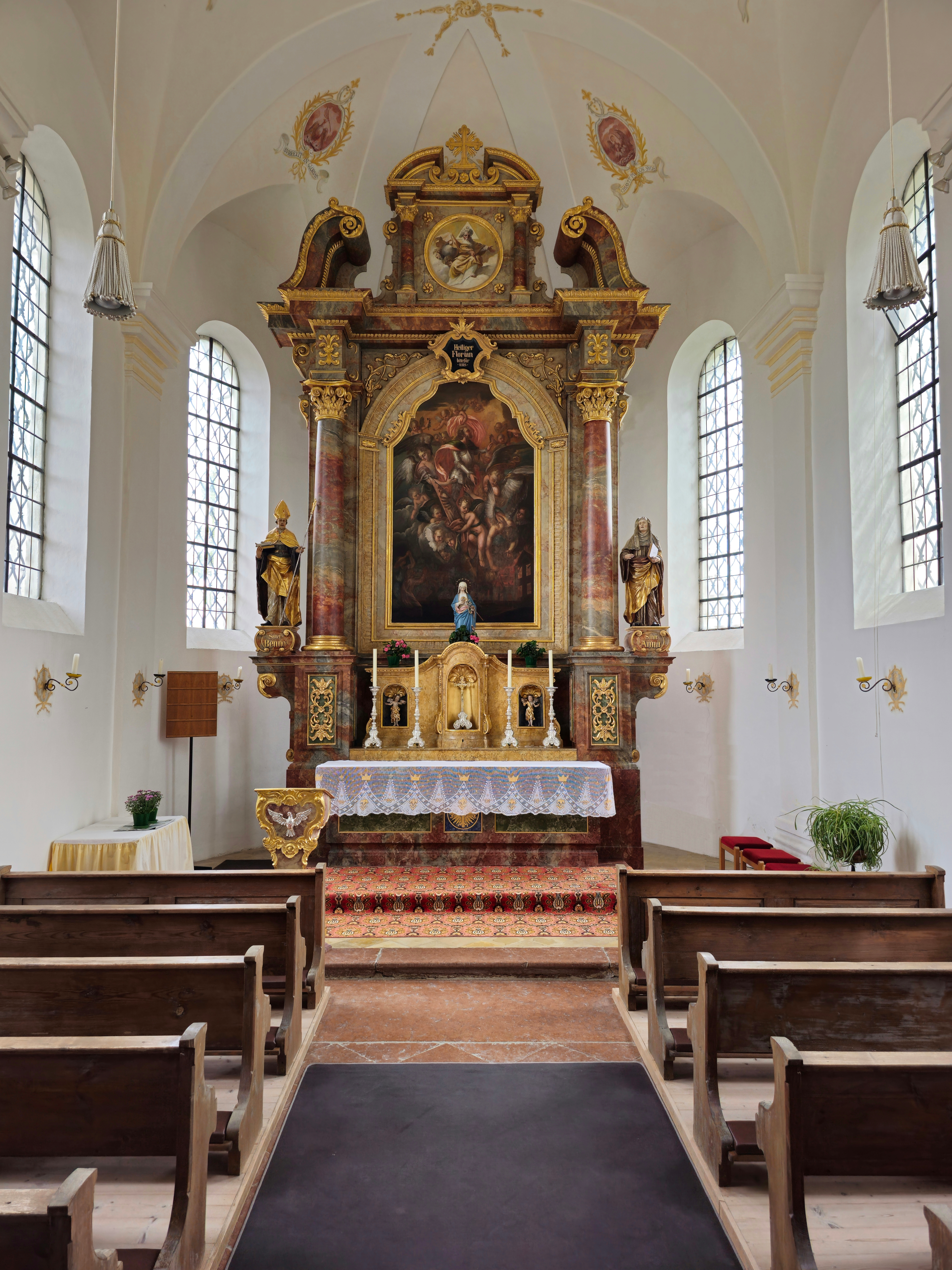
Innenraum

Die römisch-katholische Filialkirche St. Florian (früher St. Benno) steht in Wald, einem Gemeindeteil von Rattenkirchen im oberbayerischen Landkreis Mühldorf am Inn. Sie ist in der Liste der Baudenkmäler in Rattenkirchen unter der Nr. D-1-83-138-15 eingetragen. Die Kirche gehört zum Dekanat Mühldorf im Erzbistum München und Freising.

## Geschichte
Der Ursprung der Kirche geht wohl auf den Bauer Sebastian Kothaimer zurück, der mit seiner Ehefrau 1618 „am Wald“ lebte. Ihm erschien dreimal der Heilige Florian und zeigte mit dem Finger zu dem Ort, an dem ein Kirchlein erbaut werden sollte.
1858 wurde die Kirche renoviert, und 1867 wurde in ihr ein neuer Altar aufgestellt, der schon 1911 durch einen neuen Barockaltar aus Mauerberg ersetzt wurde. Das alte Altarbild von der Verherrlichung des Hl. Florian inmitten von Engeln wurde damals erweitert und in den neuen Hochaltar eingefügt. 1948 renovierten die „Walder Bauern“ die Kirche. 1962 wurde der schadhafte Turm abgetragen und der neue mit zwei Betonpfeilern im Mauerwerk verankert. Ende der 1970er Jahre war die Kirche so baufällig, dass die Kirchenverwaltung 1979 das Dach aus eigenen Mitteln erneuerte und 1980 die Fundamente trockenlegte. Weil vom Gewölbe mehrfach Putzteile herabfielen, musste die Kirche gesperrt werden.
Für die Außenrenovierung des Kirchenschiffes gewährte das Ordinariat 1983 einen Zuschuss. Der Putz wurde in Eigenleistung abgeschlagen und ebenso wurden die Fenster entrostet. In den Jahren 1984 bis 1986 wurde der Innenraum renoviert, wobei die zahlreichen Risse mit Kunstharz ausgepresst wurden. Der Hochaltar wurde gereinigt und fachgerecht restauriert. Außerdem wurde eine neue Treppe zur Empore gebaut und die Kirchenbänke wurden repariert. Am Samstag, den 10. Mai 1986 wurde der Abschluss der Renovierung mit einem Festgottesdienst gefeiert.

## Beschreibung
Die barocke Saalkirche wurde in den Jahren 1700 bis 1702 nach einem Entwurf von Dominik Gläsl anstelle einer Votivkirche von 1624 gebaut. Sie besteht aus dem Langhaus zu drei Jochen, dem halbrund geschlossenen Chor im Osten, an dessen Stirn die Sakristei angebaut ist. Über dem Giebel des Langhauses im Westen erhebt sich aus dem Satteldach ein quadratischer Dachreiter mit einem 1832 aufgesetzten spitzen, achtseitigen Helm. Das Langhaus ist mit einem Tonnengewölbe überspannt.
Der barocke Hochaltar wurde 1911 von St. Stephanus (Mauerberg) übernommen, nachdem die barocke Umgestaltung dieser Kirche rückgängig gemacht worden war. Ein Gemälde im marmorierten Altarretabel zwischen zwei Säulen in einem im oberen Teil geschwungenen breiten Rahmen zeigt den Kirchenpatron, den heiligen Florian, in Ritterrüstung. Auf Konsolen links und rechts der Säulen stehen Statuen des heiligen Benno von Meißen und der heiligen Anna, der Mutter Mariens. Als Attribut liegt auf dem Buch der Figur des heiligen Benno ein Fisch. Als Benno nämlich seinen Bischofssitz verlassen musste, habe er die Kirchenschlüssel in die Elbe geworfen. Ein Fisch verschluckte sie, und als Benno zurückkehrte, brachte ihm der Legende zufolge ein Fischer die Schlüssel zurück. In dem Rundbild im Altarauszug ist Gottvater mit dreieckigem Heiligenschein als Zeichen der Dreieinigkeit Gottes dargestellt. Passend zu dem mit vergoldeten Verzierungen reich versehenen Altar ist der Ambo gestaltet, mit einer Heiliggeisttaube auf der Vorderseite.